# Georg König (Politiker, 1897)

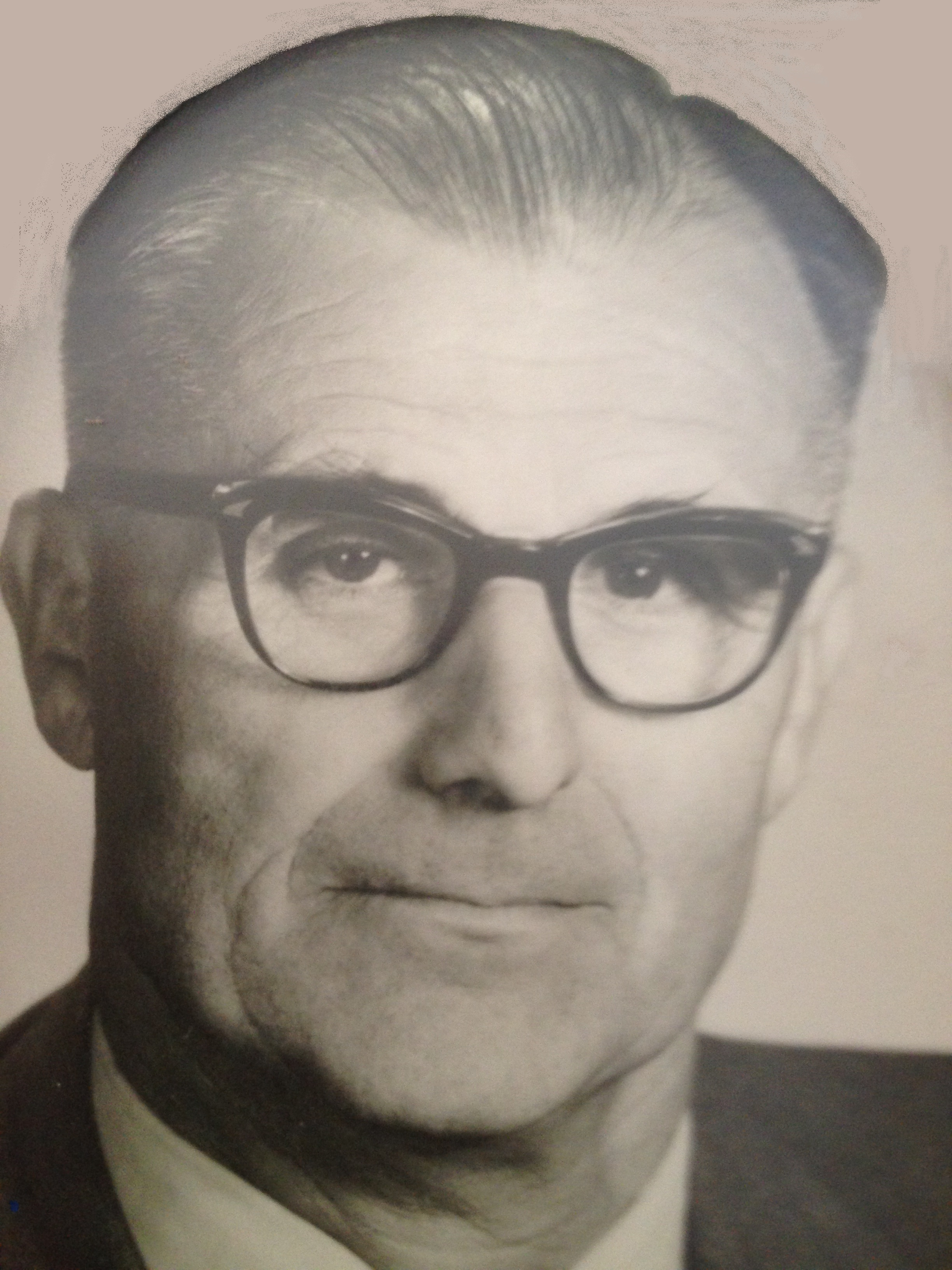
Georg König (1957)

Georg König (* 25. August 1897 in Diersheim; † 7. August 1976 in Karlsruhe) war ein deutscher Landwirt und Politiker (FDP/DVP).
Er war ein Sohn des Zigarrenmachers Georg König (1872–1947) und dessen Ehefrau Magdalena geborene Hauß (1874–1950), die auch einen Bauernhof bewirtschafteten. Nach dem Besuch der Volksschule machte König eine landwirtschaftliche Lehre. Ab 1915 nahm er als Kriegsfreiwilliger am Ersten Weltkrieg teil und war anschließend als Landwirt in Diersheim tätig. 1924 übernahm er den elterlichen Betrieb und heiratete 1929 Marie Saenger aus Diersheim, mit der er einen Sohn und zwei Töchter bekam. Zum 1. Mai 1937 trat er der NSDAP bei (Mitgliedsnummer 4.145.019). Sein minderjähriger Sohn wurde in der Endphase des Zweiten Weltkriegs eingezogen und blieb im Januar 1945 vermisst. König war ab 1947 bis 1969 Vorsitzender des Kreisbauernverbandes in Kehl (danach Ehrenvorsitzender) und von 1964 bis 1974 Erster Vizepräsident des Badischen Landwirtschaftlichen Hauptverbandes (BLHV). Er gehörte 1952 der Verfassunggebenden Landesversammlung Baden-Württembergs an und war danach bis 1964 für die DVP/FDP Mitglied des baden-württembergischen Landtages. Gleichzeitig war er Mitglied des Kreistags des Landkreises Kehl. Seit 1954 amtierte er 20 Jahre lang als Bürgermeister seiner Heimatgemeinde Diersheim und wurde 1975 als Ortsvorsteher der Teilgemeinde Diersheim von Freistett pensioniert. Zwischen 1961 und 1974 nahm er ehrenamtlich diverse leitende Funktionen der Raiffeisen-Zentralgenossenschaft in Karlsruhe wahr.

## Auszeichnungen
- Großes Verdienstkreuz des Verdienstordens der Bundesrepublik Deutschland (1964)
- Goldene Ehrennadel des Badischen Genossenschaftsverbandes
- Ehrenbürger der Gemeinden Oberprechtal und Diersheim